# Carabinieri-Legion

Wappen der Carabinieri

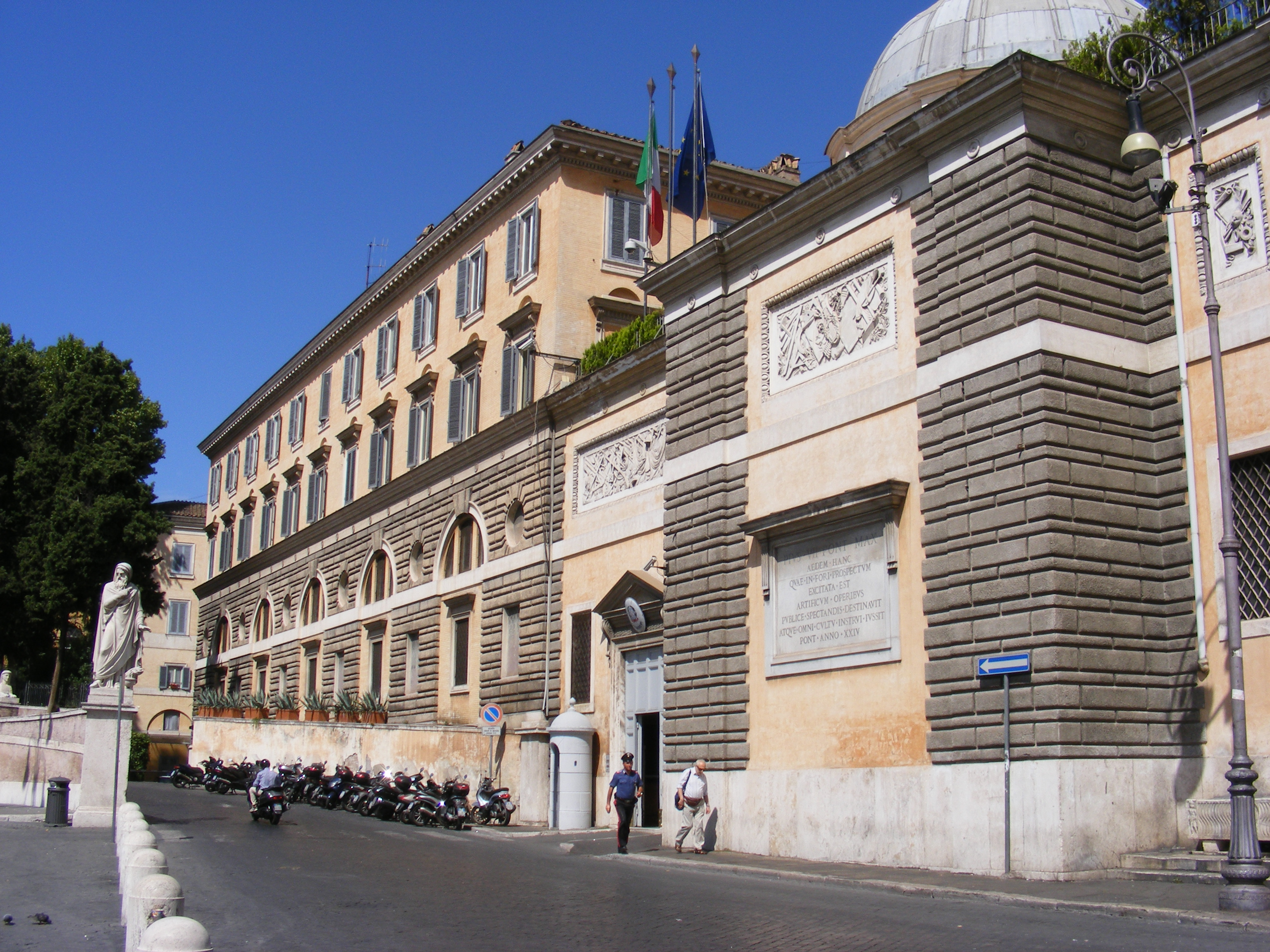
Acqua-Kaserne an der Piazza del Popolo in Rom, Sitz des Stabes der Carabinieri-Legion Latium

Eine Carabinieri-Legion ist ein polizeilicher Verband der Carabinieri, einer militärischen Polizeitruppe Italiens.

## Zuständigkeitsbereich
Seit 2009 umfasst der Zuständigkeitsbereich einer territorialen Carabinieri-Legion in der Regel jeweils eine Region Italiens. Da das Aostatal zum Zuständigkeitsbereich der Carabinieri-Legion Piemont gehört und die Regionen Molise und Abruzzen von den Carabinieri zusammengefasst wurden, gibt es derzeit 18 territoriale Legionen. In ihnen sind kriminal- und schutzpolizeiliche Einheiten zusammengefasst. In Abhängigkeit von territorialer Ausdehnung und Bevölkerungszahl der jeweiligen Region werden die entsprechenden Legionen von Brigadegeneralen oder Generalmajoren kommandiert. Im Allgemeinen sind sie brigadeäquivalent. 
Neben den 18 territorialen Legionen besteht eine ebenfalls brigadeäquivalente Ausbildungslegion für Mannschaften.
Die Bezeichnung „Legion“ nimmt Bezug auf die Römische Legion der Antike.

## Organisation
Dem Kommandeur einer Legion steht ein Stellvertreter sowie ein Stab zur Seite. Letzterer gliedert sich in die üblichen Stabsabteilungen. Hinzu kommen andere kleine Verwaltungs- und Unterstützungsdienststellen.
Dem Legionskommando unterstehen Provinzkommandos entsprechend der Verwaltungsgliederung der jeweiligen Region. Je nach Ausdehnung und Bevölkerungszahl werden diese Provinzkommandos von Brigadegeneralen, Obersten oder Oberstleutnanten angeführt. Diesen sind die territorialen Carabinieri-Kompanien mit den nachgeordneten Carabinieri-Stationen unterstellt.
Zu den unterstützenden und spezialisierten Einheiten, die dem Legionskommando unmittelbar unterstehen, gehören kriminaltechnische Dienststellen, wasserschutzpolizeiliche Einheiten, Carabinieri zu Pferde und Sprengstoffspezialisten. Spezialisierte Einheiten der Carabinieri, die nicht der territorialen Organisation angehören, können den territorialen Legionen truppendienstlich oder administrativ zugeteilt sein. Dabei kann es sich um Dienststellen für den Schutz der Kulturgüter, für Verbraucherschutz, Umweltschutz, Arbeitsschutz oder um Hubschrauber-Einheiten handeln.

## Geschichte
Da die Carabinieri 1814 als zunächst sehr kleine Organisation im relativ kleinen Königreich Sardinien-Piemont entstanden, gab es bis zur Einigung Italiens im Jahr 1861 keine Verbände über der Bataillonsebene. 1861 entstanden dann neben einer Ausbildungslegion in Turin (Caserma Cernaia) 13 territoriale Legionen, die von Obersten kommandiert wurden, in der Regel jeweils mehrere Provinzen abdeckten und in dieser Form bis 1992 einem Regiment entsprachen: 1. in Turin, 2. in Genua, 3. in Cagliari, 4. in Mailand, 5. in Bologna, 6. in Florenz, 7. in Neapel, 8. in Chieti, 9. in Bari, 10. in Salerno, 11. in Catanzaro, 12. in Palermo und 13. in Ancona. Rom und Latium gehörten seinerzeit noch zum Kirchenstaat, der Nordosten Italiens zum damaligen Kaisertum Österreich.
Im Zug der Eingliederung dieser Gebiete in das Königreich Italien wurden auch dort Legionen eingerichtet. Bereits 1867 hatte man die Nummerierung der Legionen abgeschafft, die somit nur noch nach ihrem Stationierungsort bezeichnet wurden.
Im Ersten Weltkrieg wurde es wegen des größeren Personalumfangs 1917 erforderlich, die Carabinieri-Legionen zu fünf sogenannten „Legionen-Gruppen“ zusammenzufassen, die noch im selben Jahr auf sieben gebracht wurden. Diese Großverbände wurden 1926 von fünf territorialen Inspektoraten abgelöst, zu denen im folgenden Jahr noch ein weiteres kam. Diese sechs Inspektorate wurden am 16. Juli 1936 von sechs Brigaden abgelöst, die ihrerseits zwei, ab 1939 dann drei Carabinieri-Divisionen bildeten: 
- 1. Division „Pastrengo“ (Mailand)

- I. Brigade (Turin)

- Legionen in Turin, Alessandria, Genua

- II. Brigade (Mailand)

- Legionen in Mailand, Verona, Bozen, Padua, Triest

- 2. Division „Podgora“ (Rom)

- III. Brigade in Florenz

- Legionen in Florenz, Livorno, Bologna, Ancona

- IV. Brigade in Rom

- Legionen in Rom, Latium, Cagliari

- 3. Division „Ogaden“ (Neapel)

- V. Brigade in Neapel

- Legionen in Neapel, Bari, Catanzaro

- VI. Brigade in Palermo

- Legionen in Palermo und Messina

Zu den insgesamt 20 territorialen Legionen kam eine Ausbildungslegion in Rom (Caserma Vittorio Emanuele II).
Am 9. Mai 1940 wurde die Aufstellung einer VII. Brigade und von acht weiteren Legionen beschlossen. In diesen neuen Legionen wollte man die Carabinieri-Einheiten in den italienischen Kolonien organisieren und damit denen im Mutterland gleichstellen. Wegen des Zweiten Weltkriegs konnte dies jedoch nicht umgesetzt werden. Auch während des Krieges und in den ersten Nachkriegsjahren blieb es somit weitgehend bei der oben genannten territorialen Organisation.
Eine erste tiefgreifendere Neuordnung erfolgte im Jahr 1956: der 1. Division in Mailand unterstellte man die drei Brigaden in Turin (I.), Mailand (II.) und Padua (VII.) mit den nachgeordneten Legionen, der 2. Division in Rom die drei Brigaden in Florenz (III.), Rom (IV.) und Bologna (VIII.), der 3. Division in Neapel die drei Brigaden in Neapel (V.), Palermo (VI.) und Bari (IX.). Gleichzeitig entstand in Rom eine (zehnte) Ausbildungsbrigade, der die Offizierschule der Carabinieri in Rom, die Unteroffizierschule in Florenz sowie die beiden Ausbildungslegionen in Rom und Turin unterstellt wurden. Am 1. April 1963 stellte man in Rom zusätzlich eine XI. Brigade auf, in der Bereitschaftspolizei-Regimenter in Mailand (1.), Rom (2.) und Neapel (3.) mit nachgeordneten Bataillonen und ein Carabinieri-Regiment zu Pferde in Rom (4.) zusammengefasst wurden.
Ab 1992 wurden die Divisionen, Brigaden und Legionen der Carabinieri aufgelöst. An ihre Stelle traten fünf „interregionale Kommandos“, 19 „Regionalkommandos“ und über 100 „Provinzkommandos“, womit sich die Carabinieri organisatorisch dem dezentralisierten Staatsaufbau der Republik Italien anpassten. Im Jahr 2009 benannte man die Regionalkommandos der Carabinieri in Legionen um, womit man einen traditionsreichen Begriff reaktivierte, ohne die Neuordnung von 1992 in Frage zu stellen. Die Carabinieri-Legion in der kleinen süditalienischen Region Molise wurde zum 1. September 2016 aufgelöst und ihr ehemaliger regionaler Zuständigkeitsbereich von der Legion „Abruzzen und Molise“ mit Sitz in Chieti übernommen.